# Олинск
Олинск — село в Нерчинском районе Забайкальского края России. Административный центр сельского поселения «Олинское».

## География
Село находится в северо-западной части района, на правом берегу реки Нерча, вблизи места впадения в неё реки Оля, на расстоянии примерно 47 км (по прямой) к северо-западу от города Нерчинск, административного центра района. Абсолютная высота — 510 м над уровнем моря.
Климат
Климат характеризуется как резко континентальный, с продолжительной холодной зимой. Средняя температура самого тёплого месяца (июля) составляет 18 — 20 °С (абсолютный максимум — 38 °С). Средняя температура самого холодного месяца (января) — −28 — −30 °С (абсолютный минимум — −54 °С). Годовое количество осадков — 300 — 350 мм. Продолжительность безморозного периода составляет 100—110 дней.
Часовой пояс
Село Олинск находится в часовой зоне МСК+6. Смещение применяемого времени относительно UTC составляет +9:00.

## История
Основано в 1801 году как населённый пункт для каторжан. Первыми жителями были сосланные польские повстанцы К. Чубинский и А. Чипович. Основными занятиями населения были хлебопашество, скотоводство, охота, лесосплав, перевозка купеческих грузов, а также сезонные работы на золотых приисках. В 1835 году была построена церковь. В 1873—1878 годах действовала церковно-приходская школа. В 1903 году Олинск стал центром вновь образованной волости. В 1916 году было открыто двухклассное училище. В 1920 году село вошло в состав Зюльзинской волости. С 1922 года вновь стало волостным центром. В 1926—1935 годах — административный центр Олинского района.

## Население
| 1989 | 2002  | 2010 | 2021 |
| ---- | ----- | ---- | ---- |
| 1250 | ↘1043 | ↘941 | ↘788 |

Половой состав
По данным Всероссийской переписи населения 2010 года, в гендерной структуре населения мужчины составляли 47,7 %, женщины — соответственно 52,3 %.
Национальный состав
Согласно результатам переписи 2002 года, в национальной структуре населения русские составляли 99 % из 1043 чел.

## Улицы
| - ул. Береговая, - ул. Заречная, - ул. Крестьянская, - ул. Луговая, | - ул. Молодёжная, - ул. Набережная, - ул. Партизанская, - ул. Погодаева, | - ул. Рабочая, - ул. Сельская, - ул. Юбилейная. |

## Инфраструктура
В селе функционируют средняя общеобразовательная школа и сельская участковая больница.